# スプリングフィールドXD
スプリングフィールドXD（Springfield XD, XDはX-tremeDutyの略）は、クロアチアで設計・製造され、アメリカのスプリングフィールド・アーモリー社が販売している半自動拳銃。

## 概要

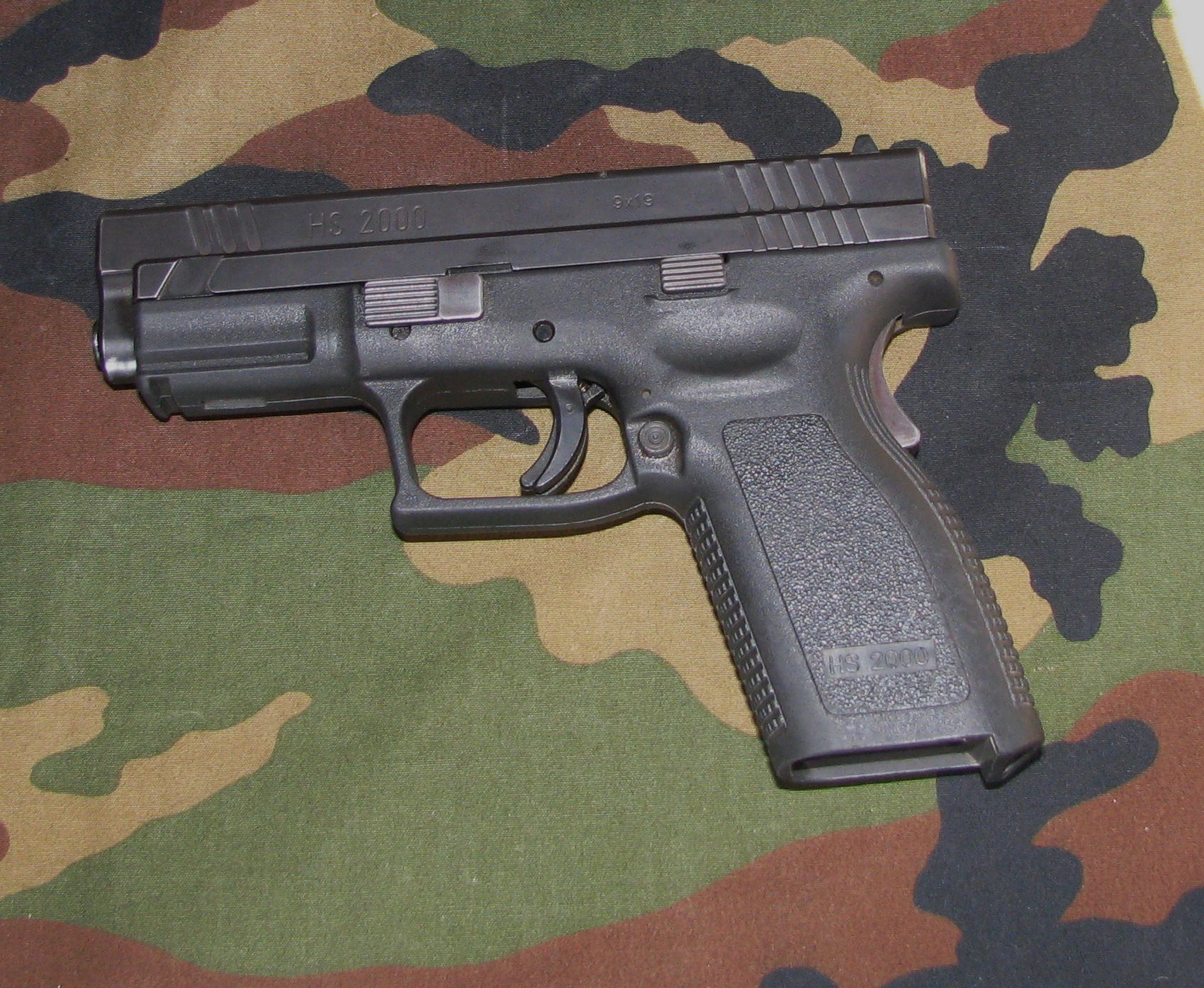
本家のHS2000

オリジナルのHS2000拳銃は1990年代後半に登場し、クロアチアの軍や警察に制式拳銃として採用された。その後、アメリカに現地法人を設立して販売を始める。HS自体は無名だったものの少しずつ売れ行きは伸び始め、それに注目したスプリングフィールド・アーモリー社がアメリカでのブランディングと販売を受託することになった。2002年にHS2000はXDという名を与えられて販売を開始した。様々な口径とモデルの開発を進めた結果、銃身を延長したタクティカルや、コンシールド（秘匿携行）向けのサブ・コンパクトが登場する。2006年には.45弾を使用するモデルが登場し、アメリカ市場での人気を決定的なものとした。

## 特徴
ストライカーによる撃発方式やポリマーフレーム、トリガーセーフティー、フレーム下部のマウントレールなどは明らかにグロックの影響を受けているものの、グリップセーフティーやアンビのマガジンキャッチなどの保守的な面もあり、より手堅くまとめたデザインといえる。
グロックで大きく進んだ樹脂製部品の多用をあえて抑え、前後のサイトと弾倉はスチール製とし、薬室に実包が装填されていることを示すローディング・インディケーターと、ストライカーが撃発の位置にあることを示すコッキング・インディケーターが設けられている。また、ストライカーの不意な前進を防ぐ、ファイアリングピン・ブロック（ストライカー・セーフティー）も標準装備している。トリガーメカニズムは古典的とも言えるシングルアクションだが、トリガーストロークを長くする事とグリップセーフティーによりシアをブロックする事で安全性を確保している。

## バリエーション

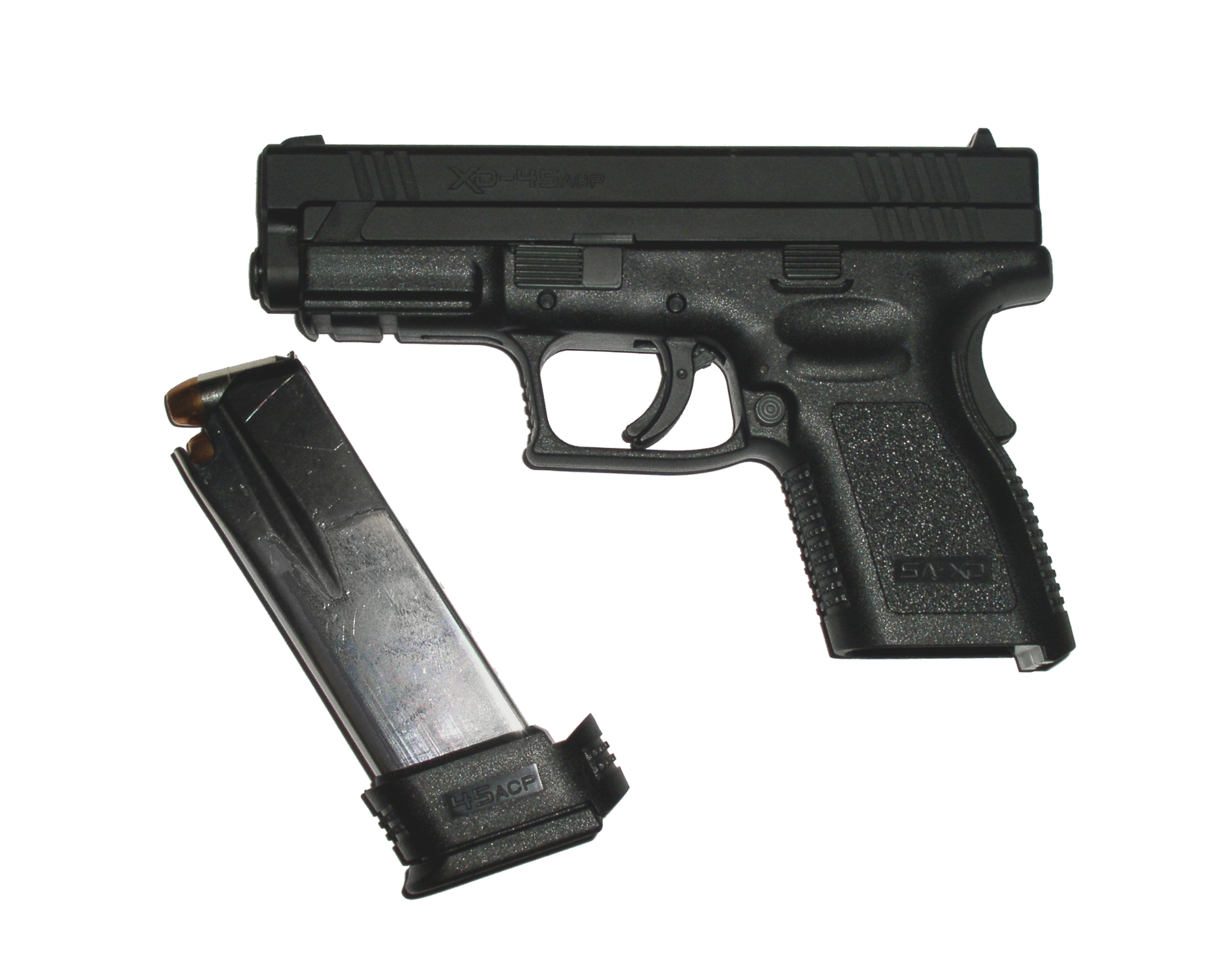
コンパクト
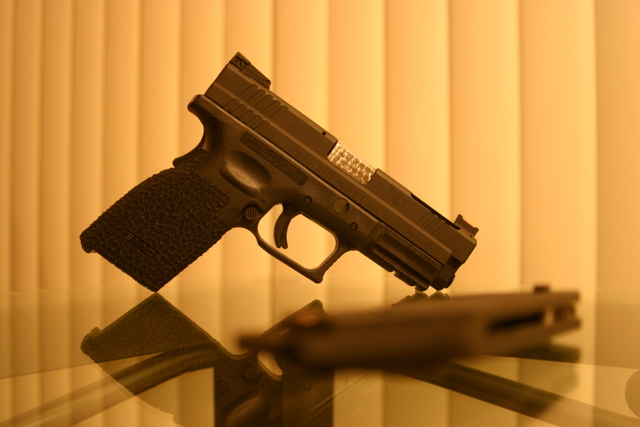
V-10
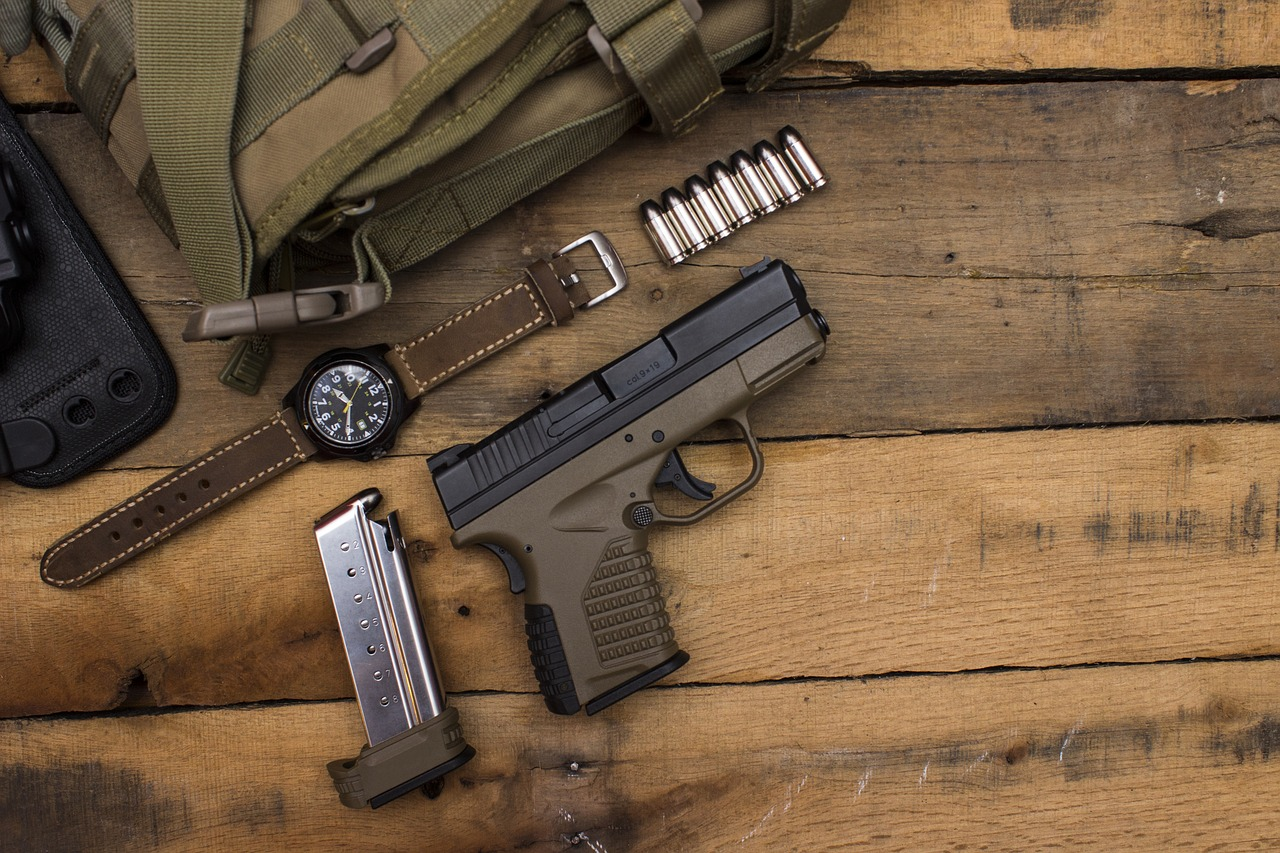
XD-S
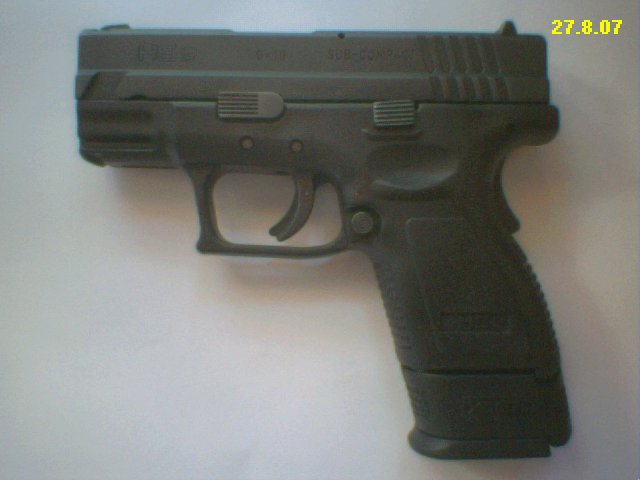
HS9

銃本体のサイズや使用する弾薬によって幾つかのバリエーションがある。
サブ・コンパクト
銃身長3インチ（79.5mm）のもっとも小さいモデル。使用弾薬は9x19mmパラベラム弾（装弾数10発）、.40S&W弾（装弾数9発）。また、サービスモデルのマガジンにグリップエクステンションをつけたものを使用することが可能。
コンパクト
銃身長4インチ（102.5mm）または5インチ（127mm）。サブ・コンパクトより大きく、サービスに比べると全長は同じか長くなるものの、全高は低いので携帯性には優れる。使用弾薬は.45ACP弾のみで、装弾数は10発。サービスモデルのマガジンにグリップエクステンションをつけたものを使用することが可能。
サービス
銃身長4インチ（102.5mm）のもっとも標準的なモデル。使用弾薬は9mmパラベラム（装弾数16発）、.45ACP（装弾数13発）、.40S&W（装弾数12発）、.357SIG（装弾数12発）、.45GAP（装弾数9発）の5種類。
Ported V-10
サービスの派生で、サイズは全く同じ。スライド先端上方、フロントサイトの後方に左右5個ずつ、合計10個の穴を持つマグナポートタイプのコンペンセイターが装備されている。これは、スプリングフィールド社が製造しているM1911コピーのバリエーションであるV-10やV-12と同様のデザインである。使用弾薬は9mmパラベラム、.40S&W、.357SIG。
タクティカル
サービスの銃身を5インチまで延長したモデル。使用弾薬とマガジン装弾数はサービスと同じ。全長が長くなったことで携帯性は低下したが、射程や反動制御は改善されている。銃を隠し持つ必要のない警察や軍隊での使用に適しているほか、射撃競技での使用にも耐えるポテンシャルを秘めている。
XD-S
コンパクトを更に小型化した、XDシリーズ最小のモデル。使用弾薬は.45ACPのみ。装弾数5発のマガジンはシングル・カラムで、他のモデルとマガジンの互換性がない。グロック36と同様のコンセプトで設計されている。
HS9
本元のHSプロダクト社がHS2000に手動セーフティーをフレームに付けたモデル。これによりトリガーセーフティーとグリップセーフティーとあわせて3つの安全装置があるため、HSタイプがグロックよりさらに安全な拳銃になった。
- コンパクト
- V-10
- XD-S
- HS9

## XDM

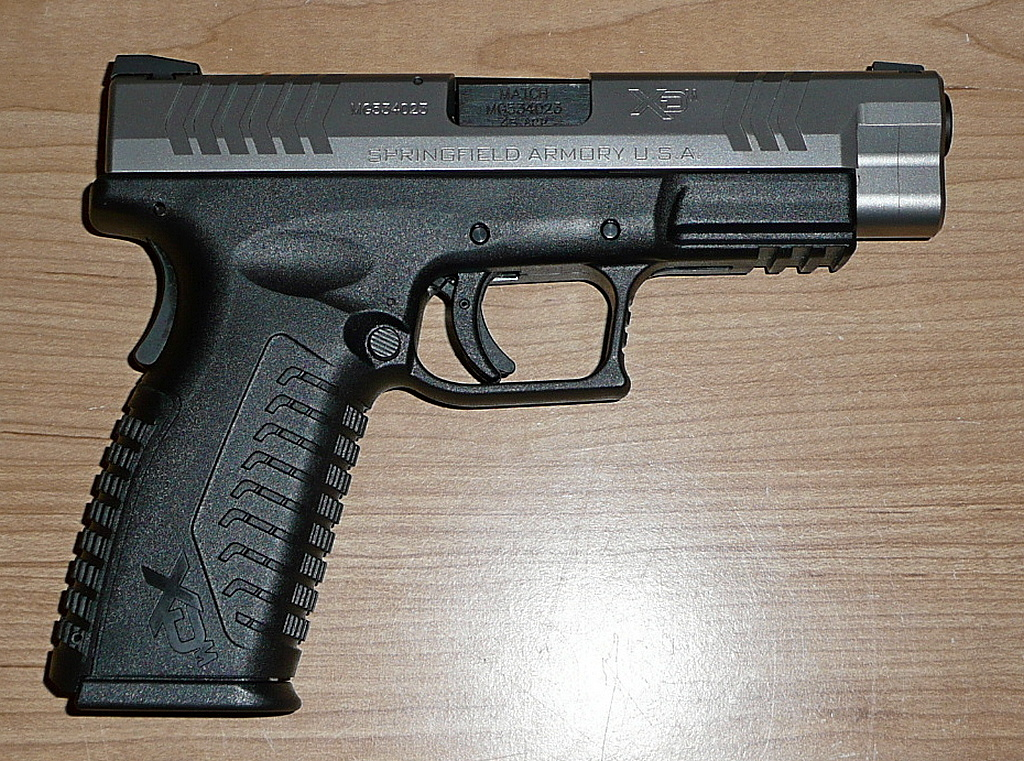
XDM 4.5

2009年のショットショーにおいて発表された最新モデル。元々、XDはクロアチアのHS2000をほぼそのままの形で販売し、好調なセールスを記録していたが、アメリカの巨大な銃器市場に置かれる内に様々な意見が寄せられた。そこで、スプリングフィールド社は、これまで自社の（主にM1911のコピーで培った）技術を用い、大幅な改良を加えたのがXDMである。
XDの欠点を改良するというより、デザインからして大きく一新されており、よりスマートな印象を受ける。マウントレールの横溝を2つから3つに増やし、リアサイトをノバックタイプに変更、グリップのフィンガーチャンネルも、より握りやすい形にリファインされている。加えて、バックストラップ（グリップの背面）をモジュラー化して、手のサイズに合わせたグリップの変更が可能となっている。
使用弾薬は、現在のところ9x19mmパラベラム弾と.40S&W弾、.45ACP弾の3種。特にマガジンの装弾数が増量しており、グロックに対して劣っていた装弾数という点が改善されることになった。.357SIG弾モデルは販売されていないが、.40S&Wモデルからコンバージョンできる社外製バレルキットが販売されている。

### バリエーション
XDシリーズと異なり、バレル長で表されている。
XDM 4.5
基本のモデル。使用弾薬は9x19mmパラベラム弾（装弾数19発）、.40S&W弾（16発）.45ACP弾（13発）の3種。
XDM 5.25 Competition
競技用モデル。バレルとスライドが延長され、スライド上部が大きく切り抜かれている。リアサイトもスタンダード・モデルのノバック風固定サイトから、微調整可能なタンジェント・サイトに変更されている。フレームはXDM 4.5モデルと同じで、使用弾薬・装弾数も共通する。
XDM 3.8
バレル長が3.8インチに短縮され、合わせてスライドも切り詰められている。フレームはXDM 4.5モデルと同じだが、.45ACP仕様モデルが存在しない。
XDM 3.8 コンパクト
上記XDM 3.8を更に小型化したモデル。全長はそのままにグリップを切り詰めており、携行性が増している。使用弾薬は9mmパラベラム（13発）、.40S&W（11発）、.45ACP（9発）の3種で、スタンダード・モデルのマガジンもそのまま使用可能な他、専用のグリップ・エクステンションを装着できる。
SF19
本元のHSプロダクト社によって欧州向けに販売されているモデル。XDM同様バレル長ごとにリリースされているが、9x19mmパラベラム弾仕様のみである。

## 登場作品

### 映画
『アドレナリン』
主人公、シェヴ・チェリオスが使用。
『ホワイトハウス・ダウン』
ヴァディムが使用しており、主人公のジョン・ケイルが奪って使用する。その後、ジェームズ・W・ソイヤー大統領に護身用に渡す。
『マイアミ・バイス』
マイアミ市警のジーナ刑事が所持。
『ラッキーナンバー7』
グッドキャットが所持。

### 漫画
『カゲロウデイズ』
コミックス4巻収録第18話「カゲロウデイズI」の序盤で、黒コノハがメカクシ団のカノ、セト、キドの順に向かって発砲。
『ゲート 自衛隊 彼の地にて、斯く戦えり』
漫画版でCIAの工作員がフラッシュライト付きの物を使用する。その後、自衛隊に鹵獲される。
『不死の猟犬』
若林が使用。

### 小説
『ゴルゴタ』
主人公、真田聖人がタクティカルモデルを使用。
『ソードアート・オンライン オルタナティブ ガンゲイル・オンライン』
第3巻のSJ2および第4巻のSJ3にてピトフーイが使用。
『ブラック・ブレット』
主人公、里見蓮太郎が使用。作中では「XD拳銃」と呼称されている。
『ヤングガン・カルナバル』
第6巻「そして少女は消えた」にて、敵兵士と主人公、木暮塵八が使用。

### ゲーム
『デッドライジング ゾンビのいけにえ』
主人公、フランク・ウェストが使用。同作には『バイオハザード4 Wii Edition』のゲームエンジンが流用されている関係で登場した。
『バイオハザードシリーズ』
『バイオハザード4』、『バイオハザード RE:4』
両作品に登場し、名称は「ブラックテイル」。主人公のレオン・S・ケネディと女スパイのエイダ・ウォンがレーザーサイト付を使用。サイズは2×3となっている。
『RE:4』の場合はオリジナル版『4』と異なり、サイズは2×2となっている。ただし、こちらは「レーザーサイト」を装着しておらず、カスタムパーツのアイテムとして登場しない。
『バイオハザード ダークサイド・クロニクルズ』
エイダが使用。名称は、『バイオハザード4』と同じく「ブラックテイル」。